# Shizuka Narahara
Shizuka Narahara (jap. 楢原静, Narahara Shizuka, verheiratete Yamawaki (山脇 静, Yamawaki Shizuka); * 1928 in Mihara) ist eine japanische Tischtennisspielerin. Sie wurde 1952 Weltmeister im Doppel und im Mannschaftswettbewerb.

## Werdegang
Shizuka Narahara gewann 1950 die Japanische Meisterschaft im Einzel. Sie nahm an den Weltmeisterschaften 1952, 1955 und 1956 teil. Ihren größten Erfolg erzielte sie bei der WM 1952 in Bombay, als sie im Doppel mit Tomie Nishimura Weltmeister wurde. Dabei besiegten sie im Endspiel die Engländerinnen Diane Rowe/Rosalind Rowe. Zudem gewann Shizuka Narahara mit der japanischen Mannschaft eine weitere Goldmedaille.
Bei der WM 1955 holte sie im Doppel mit Yoshiko Tanaka sowie im Mixed mit Toshiaki Tanaka Bronze und im Mannschaftswettbewerb Silber.
Bei den Asienmeisterschaften erreichte sie 1953 im Doppel und im Mixed das Halbfinale. In der ITTF-Weltrangliste wurde sie im Oktober 1952 auf Platz sieben geführt.

## Privat
Shizuka Narahara besuchte eine Schule in Hiroshima, wo sie 1945 auch den Abwurf der Atombombe miterlebte. Nach dem Schulbesuch lernte sie Hauswirtschaft. 1952 heiratete sie Yoshiaka Yamawaki. Ihre jüngere Schwester Shizuyo (楢原 静世), verheiratete Nakajō/Chūjō (中条 静世) war ebenfalls Tischtennisspielerin.

## Turnierergebnisse
| Verband | Veranstaltung           | Jahr | Ort     | Land | Einzel    | Doppel        | Mixed      | Team |
| ------- | ----------------------- | ---- | ------- | ---- | --------- | ------------- | ---------- | ---- |
| JPN     | Asienmeisterschaft TTFA | 1953 | Tokio   | JPN  | letzte 16 | Halbfinale    | Halbfinale |      |
| JPN     | Weltmeisterschaft       | 1956 | Tokio   | JPN  | letzte 16 | Viertelfinale | letzte 16  |      |
| JPN     | Weltmeisterschaft       | 1955 | Utrecht | NED  | letzte 64 | Halbfinale    | Halbfinale | 2    |
| JPN     | Weltmeisterschaft       | 1952 | Bombay  | IND  | letzte 32 | Gold          | letzte 16  | 1    |